# Nika Turković
Nika Turković (Zagreb, 7. lipnja 1995.) je hrvatska pjevačica, koja je predstavljala Hrvatsku na Dječjoj pjesmi Eurovizije 2004. godine.

## Životopis
Glazbom se Nika počela baviti s četiri godine.  S devet godina osvojila je hrvatski izbor za Dječju pjesmu Eurovizije, a kao najmlađa na JESCU u Norveškoj osvojila je treće mjesto. Nakon toga nastupala je u brojnim TV emisijama u Hrvatskoj i svijetu. Nika je poslije uspjeha na Dječjoj pjesmi Eurovizije snimila CD "Alien", na kojem se nalaze dueti s Tonyjem Cetinskim i Oliverom Dragojevićem.
Neko vrijeme živi u Londonu gdje i magistrira. 
Godine 2019. vraća se glazbi singlom U mraku.

## Diskografija

### Albumi
| Naslov    | Detalji                                                                                                   | Plasman |
| Naslov    | Detalji                                                                                                   | HR      |
| --------- | --- | ------- |
| Alien     | - Izdan: 2006. - Izdavačka kuća: Hit Records - Formati: CD                                                | —       |
| 11        | - Izdan: 11. siječnja 2023. - Izdavačka kuća: Aquarius Records - Formati: CD, digital download, streaming | 1       |
| brze suze | - Izdan: 15. svibnja 2025. - Izdavačka kuća: Aquarius Records - Formati: CD, digital download, streaming  | 1       |

### Singlovi
| Naslov                | Godina | Plasman | Album     |
| Naslov                | Godina | HR      | Album     |
| --------------------- | ------ | ------- | --------- |
| "Hej mali"            | 2004   | —       | Alien     |
| "U mraku"             | 2019   | 18      | 11        |
| "Raj"                 | 2020   | —       | 11        |
| "Gledaj me"           | 2020   | 30      | 11        |
| "Boje"                | 2020   | —       | 11        |
| "Pusti"               | 2021   | —       | 11        |
| "Tvoj mir"            | 2021   | 21      | 11        |
| "Dok nas nema"        | 2022   | 30      | 11        |
| "Sutra"               | 2022   | 11      | 11        |
| "Ima smisla"          | 2023   | 8       | brze suze |
| "Mogu i sama" s Nelom | 2024   | 7       | Singl     |
| "Tvoja"               | 2024   | 10      | brze suze |
| "Glupan"              | 2025   | 13      | brze suze |

## Filmografija

### Televizijske uloge
- "Superstar" kao član žirija (2023.)

## Sinkronizacija
- "Snjeguljica" kao Snjeguljica (2025.)
- "Mavka: Čuvarica šume" kao Mavka (2023.)
- "DC Liga Super-ljubimaca" kao Wonder Woman (2022.)
- "Monstermania" kao Viki Coyle (2021.)

## Vanjske poveznice
- Nika Turkovic na Discogsu
- Službena stranica  Arhivirana inačica izvorne stranice od 31. siječnja 2005. (Wayback Machine)
- Službeni blog  Arhivirana inačica izvorne stranice od 1. listopada 2008. (Wayback Machine)

1. ↑  Najbolji plasmani u Hrvatskoj: 
  - Za 11: Lista prodaje 3. tjedan 2023. (09.01.2023. – 15.01.2023.). top-lista. 24. siječnja 2023. Pristupljeno 2. travnja 2023.
  - Za brze suze: Lista prodaje 23. tjedan 2025. (02.06.2025. - 08.06.2025.). top-lista. 18. lipnja 2025. Pristupljeno 24. lipnja 2025.
2. ↑  Plasman u Hrvatskoj (radio):
  - Za "U mraku": HR TOP 40 Week 41 2019. toplista. 14. listopada 2019. Inačica izvorne stranice arhivirana 14. listopada 2019. Pristupljeno 14. listopada 2019.
  - Za "Gledaj me": HR TOP 40 Week 28 2020. toplista. 19. srpnja 2020. Inačica izvorne stranice arhivirana 13. kolovoza 2020. Pristupljeno 14. studenoga 2020.
  - Za "Tvoj mir": HR TOP 40 Week 47 2021. toplista. 28. studenoga 2021. Inačica izvorne stranice arhivirana 24. prosinca 2021. Pristupljeno 24. prosinca 2021.
  - Za "Dok nas nema": HR TOP 40 Week 20 2022. toplista. Pristupljeno 5. svibnja 2025.
  - Za "Sutra": HR TOP 40 Week 35 2022. toplista. Pristupljeno 5. svibnja 2025.
  - Za "Ima smisla": HR TOP 40 Week 47 2023. toplista. Pristupljeno 5. svibnja 2025.
  - Za "Mogu i sama": HR TOP 40 Week 14 2024. toplista. Pristupljeno 5. svibnja 2025.
  - Za "Tvoja": HR TOP 40 Week 43 2024. toplista. Pristupljeno 5. svibnja 2025.
  - Za "Glupan": HR TOP 100 21. travnja 2025. toplista. Pristupljeno 5. svibnja 2025.